# Parco nazionale dell'Arco della porta
Il Parco nazionale dell'Arco della porta (in inglese: Gateway Arch National Park) è un parco nazionale situato a Saint Louis, nello stato del Missouri, negli Stati Uniti d'America.

## Storia
Originariamente concepito quale Memoriale dell'espansione nazionale di Jefferson (Jefferson National Expansion Memorial) nel punto dove partì la spedizione di Lewis e Clark, fu progettato come memoriale nazionale dall'Executive Order 7523, il 21 dicembre 1935, e gestito dal National Park Service. Nel 2018 è stato ufficialmente designato quale 60° parco nazionale degli Stati Uniti.
Il parco è stato creato per commemorare:
- l'acquisto della Louisiana da parte del presidente Thomas Jefferson e il successivo movimento di esplorazione e colonizzazione delle terre dell'ovest;
- il primo governo civile posto oltre il confine del Mississippi;
- il dibattito sulla schiavitù sollevato dal caso Dred Scott.

Il parco ha come elemento distintivo l'Arco della porta, simbolo di Saint Louis, progettato dall'architetto Eero Saarinen. Si tratta di un arco catenario alto 192 m. Oltre a questo il parco comprende il Museum of Westward Expansion, posto sotto l'Arco, e l'Old Courthouse.